# Jon Carin

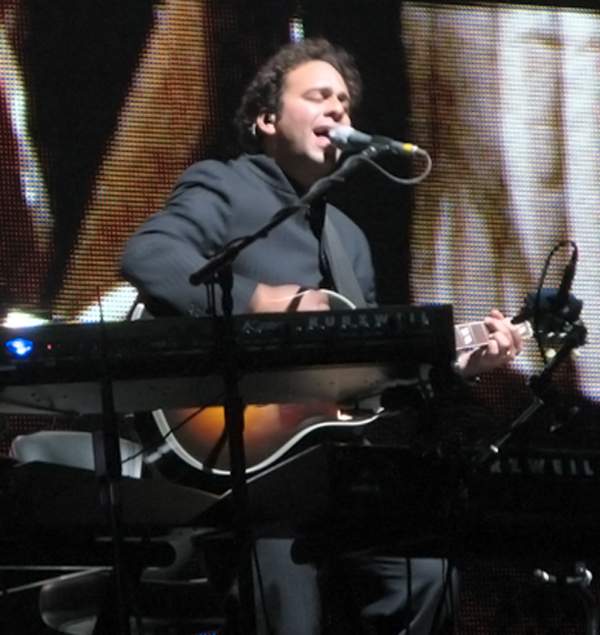
Jon Carin bei einem Konzert mit Roger Waters, in Toronto (2007)

Jon Carin (* 21. Oktober 1964 in New York) ist ein US-amerikanischer Musiker, Songwriter und Musikproduzent. Bekannt wurde Carin durch die Zusammenarbeit mit der britischen Rockband Pink Floyd, sowie mit deren Gitarristen David Gilmour, als Solist und dem Gründungsmitglied der Band Roger Waters, während seiner Solokarriere.

## Leben
Jon Carin startete seine Musikkarriere in den frühen Achtzigern, als Leadsänger, Keyboarder und Gitarrist der Band Industry. Der Durchbruch gelang der Band 1983, mit der Single State of the Nation in den USA, Großbritannien und Neuseeland. Nachdem sich die Band 1984 aufgelöst hatte, wurde Carin von seinem ehemaligen Produzenten Rhett Davies gefragt, ob er bei der Produktion des Albums Boys and Girls von Bryan Ferry mitwirken wolle. Auf dem Album wurde Carin als Keyboarder eingesetzt. Im Juli 1985, trat Carin gemeinsam mit Bryan Ferry beim Live Aid Konzert in London auf, wo er David Gilmour kennenlernte. 1987 spielte er Keyboards auf dem Album Midnight to Midnight der Band Psychedelic Furs, so wie 1990 auf dem Album Elizium der Band Fields of the Nephilim.

### Zusammenarbeit mit Pink Floyd
In diesem Jahr begann die Zusammenarbeit mit Pink Floyd. Carin wirkte auf dem ersten Pink Floyd Album A Momentary Lapse of Reason, nachdem Roger Waters die Band verlassen hat, als Keyboarder und Songwriter. Er schrieb mit an dem Song Learning to Fly, dieser wurde als erste Single des Albums veröffentlicht. 1988 ging Carin zusammen mit Pink Floyd auf die A Momentary Lapse of Reason-Tour, auf der das Live-Doppel-Album Delicate Sound of Thunder aufgenommen wurde. Im Jahr 1992 nahm man gemeinsam den Soundtrack für La Carrera Panamericana auf.
Für das Album The Division Bell, welches 1993 aufgenommen wurde, spielte Carin Keyboard und Synthesizer. Auf der darauffolgenden The Division Bell-Tour entstand das Doppel-Livealbum Pulse.

### Zusammenarbeit mit „The Who“
Offiziell ohne den Namen „The Who“ zu benutzen, wurde im Sommer 1996 Quadrophenia im Hyde Park live und mit zahlreichen Gästen aufgeführt, dabei auch Jon Carin. Man entschied sich für eine ausgedehnte Tournee durch die USA und im folgenden Jahr durch Europa. Es wurden neben dem kompletten Quadrophenia-Album nur wenige Greatest-Hits gespielt. Am Schlagzeug war Ringo Starrs Sohn Zak Starkey und an der zweiten Gitarre Pete Townshends Bruder Simon. Im August 1998 spielte Carin Keyboard und Schlagzeug, auf einem Benefizkonzert für die Maryville Academy, zusammen mit Pete Townshend. Die daraus entstandene CD, welche er auch produzierte, wurde 1999 veröffentlicht.

### Ende 1999 bis heute
Vom Sommer 1999 bis Anfang 2000 ging Carin zusammen mit dem Gründungsmitglied Pink Floyds Roger Waters auf dessen In the Flesh-Tour. Er ist damit einer der wenigen Musiker, die mit Pink Floyd und Roger Waters nach seinem Ausscheiden zusammen auftraten.
Am 20. Oktober 2001 spielte Carin zusammen mit The Who beim Concert for New York City, einem Benefizkonzert zugunsten der Opfer und Hinterbliebenen der Terroranschläge am 11. September 2001. Im Januar 2002, wurde die CD sowie eine DVD des Konzertes veröffentlicht.
Im Juli 2005 stand Carin zusammen mit Pink Floyd auf der Bühne des Live 8- Konzertes in London, bei diesem knapp 25-minütigen Konzert spielte Roger Waters erstmals seit 1981 wieder mit seinen ehemaligen Band Kollegen.
2006 ging Carin gemeinsam mit David Gilmour auf Tour, um Gilmours Album On An Island zu promoten. Im Juni des gleichen Jahres begann Roger Waters 2 Jahre dauernde The Dark Side of the Moon-Tour, auf der Carin ebenfalls mitwirkte, auch bei Waters The Wall-Tour 2010–2013 und auf der seit 2017 andauernden Us And Them Tour war, bzw. ist er als Keyboarder vertreten. 2014 war er Teil der Band in der Konzertreihe Before the Dawn von Kate Bush. Zwischenzeitlich war er 2015 und 2016 Teil von David Gilmours Band für die Rattle That Lock Tour.
Jon Carin spielte für Wohltätigkeitskonzerte von Amnesty International und Greenpeace (u. a. mit Seal, Elvis Costello, The Chieftains und Spinal Tap).

## Diskografie

### Industry
- State of the Nation (EP)
- Stranger to Stranger

### Pink Floyd
- A Momentary Lapse of Reason
- Delicate Sound of Thunder
- Knebworth '90
- La Carrera Panamericana (Soundtrack zum Film)
- Shine On (Boxset)
- The Division Bell
- P*U*L*S*E
- Echoes: The Best of Pink Floyd (compilation)
- Oh, By The Way (Boxset)

### Roger Waters
- In the Flesh Live
- Flickering Flame: The Solo Years Vol. 1 (compilation)

### David Gilmour
- On an Island (Bonus-DVD mit AOL Sessions und Royal Albert Hall footage)
- Remember That Night: Live at Royal Albert Hall (DVD)
- Live in Gdańsk

### Kate Bush
- Before the Dawn (Live-Album)

### The Who
- The Concert for New York City
- Quadrophenia Live

### Pete Townshend
- A Benefit for Maryville Academy
- Lifehouse

### Richard Butler
- Richard Butler

### Fields of the Nephilim
- Elizium

### Psychedelic Furs
- Midnight to midnight

## Ehrungen
- 1990 Grammy-Nominierung für Delicate Sound of Thunder. In der Kategorie: Bestes Musik-Langvideo (Best Long Form Music Video) mit Pink Floyd.[5]